# Onzekerheid
Onzekerheid is een situatie waarbij onvoldoende of ontoereikende informatie aanwezig is. Onzekerheid is een begrip dat in een groot aantal wetenschappelijke gebieden steeds op subtiel verschillende manieren wordt gebruikt om iets te zeggen over voorspellingen over toekomstige gebeurtenissen, over het onbekende en over grenzen aan de nauwkeurigheid, zoals bij kwantummechanische metingen.
Het begrip wordt onder andere gebruikt in de statistiek, de economie, de financiering, de verzekeringswereld, de psychologie, de filosofie, de sociologie, de techniek, de informatica en de kwantummechanica.

## Concepten
You cannot be certain about uncertainty (Men kan niet zeker zijn van onzekerheid).

In zijn baanbrekende werk Risk, Uncertainty, and Profit (Risico, onzekerheid en winst) maakte de aan de Universiteit van Chicago verbonden econoom Frank Knight in 1921 een belangrijk onderscheid tussen risico en onzekerheid:

Onzekerheid moet in zekere zin beschouwd worden als zijnde radicaal verschillend van de bekende notie van risico, waarvan het nooit goed is onderscheiden .... Het essentiële feit is dat 'risico' in sommige gevallen een hoeveelheid betekent die kan worden gemeten, terwijl dat op andere momenten duidelijk niet het geval is; er zijn verrijkende en cruciale verschillen in de draagwijdte van deze fenomenen, afhankelijk van met welke van de twee men werkelijk te maken heeft.... Het zal blijken dat een meetbare onzekerheid, of strikt genomen een 'risico', zoveel verschilt van een onmeetbare onzekerheid dat een meetbare onzekerheid helemaal geen onzekerheid, maar een risico is.

## Voetnoten
1. ↑  Uncertainty must be taken in a sense radically distinct from the familiar notion of Risk, from which it has never been properly separated.... The essential fact is that 'risk' means in some cases a quantity susceptible of measurement, while at other times it is something distinctly not of this character; and there are far-reaching and crucial differences in the bearings of the phenomena depending on which of the two is really present and operating.... It will appear that a measurable uncertainty, or 'risk' proper, as we shall use the term, is so far different from an unmeasurable one that it is not in effect an uncertainty at all. Knight, F.H. (1921): Risk, Uncertainty, and Profit, Hart, Schaffner & Marx; Houghton Mifflin Company